# Папићи
Папићи су насељено место у општини Суња, Сисачко-мославачка жупанија, Хрватска.

## Историја
До нове територијалне организације били су у саставу бивше велике општине Сисак. Папићи су се од 1991. до августа 1995. године налазили у Републици Српској Крајини.

## Становништво
| Националност       | 1991.        |
| Срби               | 158 (91,32%) |
| Хрвати             | 2 (1,15%)    |
| Југословени        | 6 (3,46%)    |
| остали и непознато | 7 (4,04%)    |
| Укупно             | 173          |